# Google
Google LLC (pronunciado /ˈɡuːɡəl/ (escucharⓘ)) es una empresa de tecnología multinacional con sede en California, Estados Unidos, que se centra en inteligencia artificial, publicidad en línea, tecnología de motores de búsqueda, computación en la nube, software, computación cuántica, comercio electrónico y electrónica de consumo. Es una de las marcas más valiosas del mundo debido a su dominio del mercado, recopilación de datos y ventajas tecnológicas en el campo de la inteligencia artificial. Junto con Samsung, Apple, Meta Platforms, Microsoft y la empresa matriz de Google, Alphabet, es una de las cinco grandes empresas tecnológicas.
Su producto principal es el motor de búsqueda de contenido en internet del mismo nombre, aunque ofrece también otros productos y servicios, como su servicio de almacenamiento en la nube Google Drive, el correo electrónico Gmail, sus servicios de mapas Google Maps, Google Street View y Google Earth, el sitio web de vídeos YouTube, entre otros.
Por otra parte, lidera el desarrollo del sistema operativo y servicios de operación de aplicaciones basado en Linux: Android, orientado a teléfonos inteligentes, tabletas, televisores y automóviles y de gafas de realidad aumentada, las Google Glass. Su eslogan es «Do the Right Thing» («Haz lo correcto»).
Con miles de servidores y centros de datos presentes en todo el mundo, Google es capaz de procesar más de 1000 millones de peticiones de búsqueda diarias y su motor de búsqueda es el sitio web más visitado a nivel mundial, tal como se evidencia en el ranking web internacional.
La empresa ha sido criticada por colaborar con determinados países en la censura de internet con el afán de expandirse comercialmente en ellos y por la infracción reiterada de derechos de autor. También es objeto de críticas por presunta ingeniería fiscal en diferentes países y por ser una de las empresas que colaboran con las agencias de inteligencia, sacada a la luz en 2013.

## Historia

Logo hasta 2015

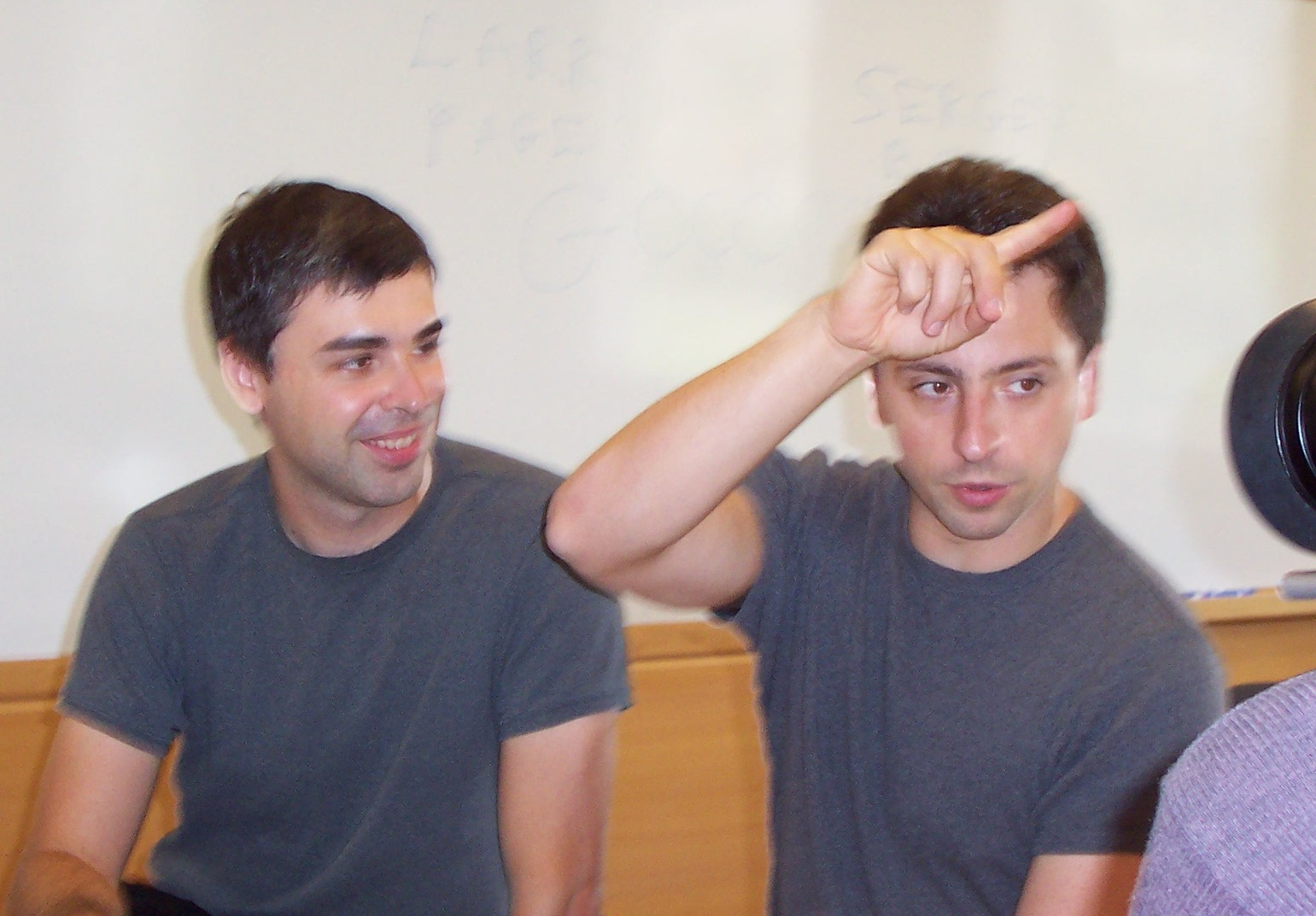
Larry Page y Sergey Brin, fundadores de Google, en septiembre de 2003

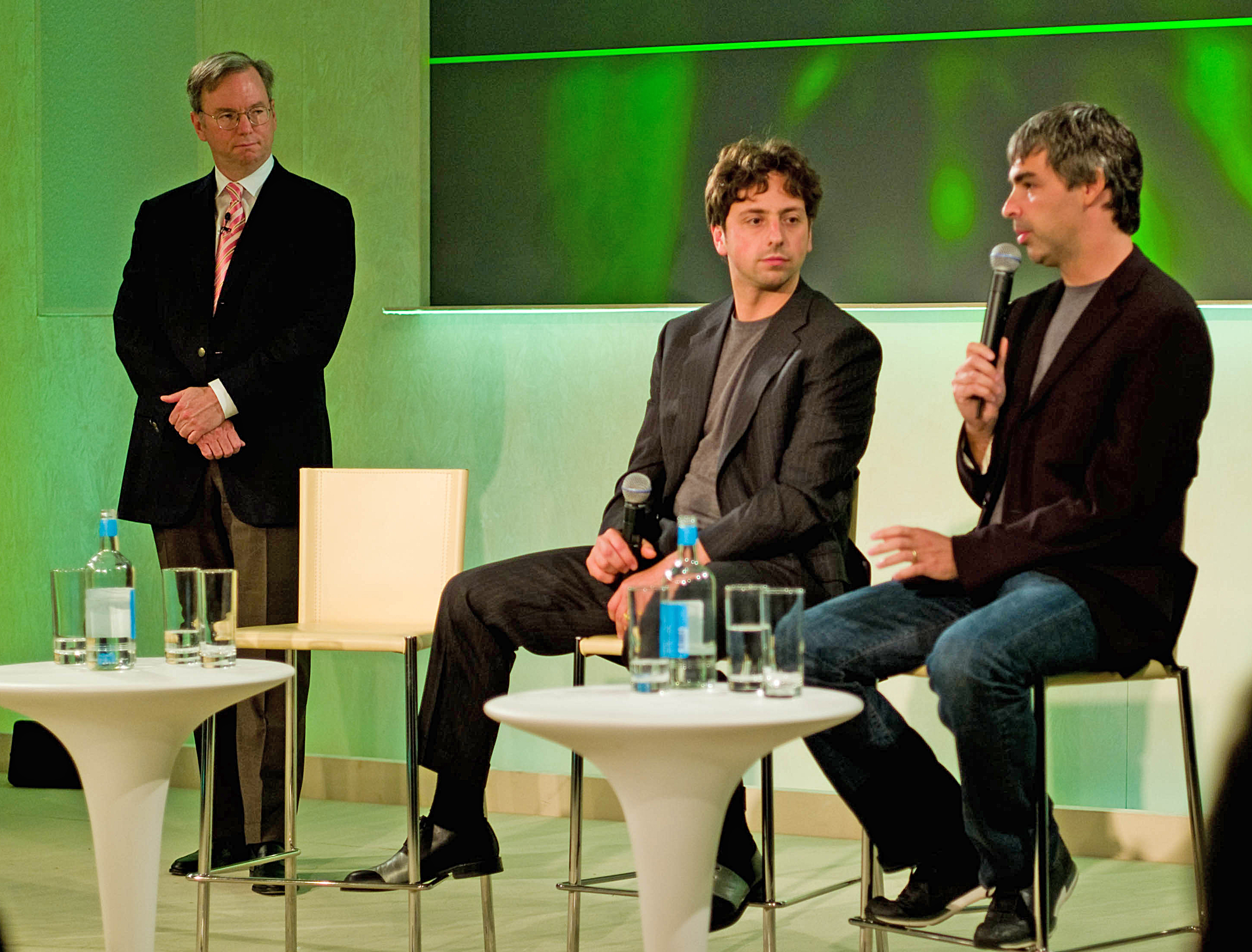
Los fundadores de Google, Sergey Brin y Larry Page, junto a su anterior presidente ejecutivo, Eric Schmidt, en 2008

Larry Page y Sergey Brin comenzaron Google como un proyecto universitario en enero de 1996 cuando ambos eran estudiantes de posgrado en ciencias de la computación en la Universidad de Stanford. El nombre original del buscador era BackRub, pero en 1997 los fundadores deciden cambiar el nombre a Google inspirados por el término matemático «gúgol» que se refiere al número 10 elevado a la potencia de 100, en referencia a su objetivo de organizar la enorme cantidad de información en la Web. Ambos fundaron el 4 de septiembre de 1998 la compañía Google LLC, que estrenó en internet su motor de búsqueda el 27 de septiembre siguiente (considerada la fecha de aniversario). Contaban con un armario lleno de servidores (unos 80 procesadores) y dos routers HP. Este motor de búsqueda superó al otro más popular de la época, AltaVista, que se había creado en 1995. En el 2000 Google presentó AdWords, su sistema de publicidad en línea, y la llamada Barra Google.
En febrero de 2001, Google compró el servicio de debate Usenet Deja News y lo transforma en Google Grupos. En marzo del mismo año se nombra a Eric Schmidt como presidente de la junta directiva. En julio de 2001 lanza su servicio de búsqueda de imágenes. En febrero de 2002 lanza Google Search Appliance. En mayo lanza Google Labs que cerró 9 años más tarde. En septiembre se lanza Google Noticias. En diciembre del mismo año se lanza el servicio de búsqueda de productos llamado Froogle, ahora denominado Google Shopping. En febrero de 2003 Google adquiere Pyra Labs y con ello el servicio de creación de blogs Blogger. En abril se presenta Google Grants, un servicio de publicidad gratuito para organizaciones sin ánimo de lucro. En diciembre de ese año se lanza Google Print, posteriormente Google Libros.
En enero de 2004 lanza la red social orkut. En marzo se lanza Google Local que más tarde se integró con Google Maps. En abril Google presentó Gmail, su servicio de correo electrónico con 1 Gb de almacenamiento. El 19 de agosto Google Inc. salió a la bolsa de valores bajo el símbolo de "NASDAQ:GOOG", con una oferta inicial de 25,7 millones de acciones y con un rango de precios de 85 a 95 dólares. En octubre de ese año lanzan Google Desktop, que cerró en 2011. También lanzó el llamado Google Académico. El 18 de agosto de ese mismo año Google salió a bolsa en WallStreet. En 2004 compró la empresa Keyhole.
Un año después, en 2005, sacaron a la luz Google Maps y Google Earth. Ese mismo año Google compró Android Inc. Vint Cerf, considerado uno de los padres de Internet, fue contratado por Google en 2005. También lanzó Google Code y se desarrolló el primer Summer of Code. En agosto presenta Google Talk. En octubre Google lanza su lector de feeds RSS Google Reader. En noviembre se presenta Google Analytics y en diciembre Google Transit.
En 2006 lanza Picasa. En marzo adquiere Writely para más tarde lanzar Google Docs y presenta ese mismo mes Google Finance. En abril se presenta Google Calendar y en agosto Google Apps, servicio orientado a empresas. En octubre de 2006, Google adquirió por 1650 millones de dólares la página de vídeos YouTube. Ese mismo mes adquiere JotSpot que más tarde se convirtió en Google Sites.
Un año después, en 2007, Google lanzó el sistema operativo abierto para móviles Android y creó la Open Handset Alliance. En abril de 2007, Google compró DoubleClick, una empresa especializado en publicidad en Internet, por 3100 millones de dólares. Este mismo mes, Google se convirtió en la marca más valiosa del mundo, alcanzando la suma de 66 000 millones de dólares, superando a empresas emblemáticas como Microsoft, General Electric y Coca-Cola. En junio lanza Google Gears, que más se abandonó debido a que lo que ofrecía se incorporó más tarde en HTML5. En julio de 2007, Google compró Panoramio, un sitio web dedicado a exhibir las fotografías que los propios usuarios crean y geoposicionan; algunas de ellas se suben al sitio para que puedan verse a través del software Google Earth, cuyo objetivo es permitir a los usuarios aprender más sobre una zona específica del mapa al observar las fotografías que otros usuarios han tomado ahí. En noviembre presenta OpenSocial.
En febrero de 2008 se lanza Google Sites. El 2 de septiembre de 2008 Google presenta su propio navegador web Google Chrome y el proyecto de código abierto Chromium. En diciembre se lanza Google Friend Connect. En febrero se lanza Google Latitude. En marzo se presenta Google Voice. En septiembre de 2009 adquiere reCAPTCHA. En noviembre presenta el proyecto de sistema operativo de código abierto Chromium OS. En diciembre presenta Google Public DNS.
En enero de 2010 Google presenta su primer teléfono móvil, el Nexus One, que funciona con Android. En febrero Google hace oficial su intención de desplegar una red de internet a alta velocidad. Ese mismo mes adquiere Aardvark. En marzo adquiere Picnik. En mayo lanza Google TV. En octubre presenta su proyecto de vehículos autónomos. En diciembre presenta su segundo teléfono, el Nexus S, fabricado por Samsung.
En enero de 2011 se nombra CEO a Larry Page. En mayo se presentan los Chromebooks. En junio se presenta la nueva red social de Google llamada Google+. En agosto de 2011 Google adquiere Motorola Mobility por 8800 millones de euros (12 500 millones de dólares). Google presenta su tercer teléfono inteligente, el Galaxy Nexus, fabricado por Samsung y que funciona con la cuarta versión de Android.
En abril de 2012 Google presenta el Project Glass, un proyecto para crear unas gafas de realidad aumentada. En la Google I/O 2012 se anunció que la versión para desarrolladores de Google Glass estaría disponible en 2013 mientras que la versión para consumidores estaría lista en 2014. En ese mismo evento se anunció Android 4.1 y la primera tableta de Google, la Nexus 7, fabricada por Asus. El 27 de septiembre de 2013, en conmemoración de 15 años en servicio, Google presentó en su página de inicio un doodle en forma de juego que consistía en romper una piñata.
En mayo de 2012 Google invirtió 35 millones de dólares en Machinima, una empresa dedicada al entretenimiento en línea. Fue la primera vez que Google ha respaldado abiertamente a una empresa de contenido al adquirir una participación accionaria.
En junio de 2013 Google adquirió Waze por 966 millones de dólares. Si bien Waze siguió siendo una entidad independiente, sus características sociales, como su plataforma de ubicación de colaboración colectiva, supuestamente eran integraciones valiosas entre Waze y Google Maps, el propio servicio de mapas de Google. Google anunció el lanzamiento de una nueva empresa, llamada Calico, el 19 de septiembre de 2013, dirigida por el presidente de Apple, Arthur Levinson. En la declaración pública oficial, Page explicó que la empresa de "salud y bienestar" se centraría en "el desafío del envejecimiento y las enfermedades asociadas".
En febrero de 2014 Google compra SlickLogin, una compañía compuesta por grandes desarrolladores expertos en seguridad, que han creado un innovador sistema de identificación a través del sonido para los teléfonos inteligentes. El 10 de junio de 2014 Google anuncia la adquisición de Skybox Imaging por 500 millones de dólares (370 millones de euros) para «proveer imágenes satélite al servicio de mapas en línea».

### Como subsidiaria de Alphabet
El 10 de agosto de 2015 Google se convierte en la principal subsidiaria de Alphabet, compañía creada para la mejor administración de todos los productos y servicios de Google, que funcionará principalmente para la investigación y el desarrollo de nuevos productos y tecnologías, al igual que la implementación de nuevos servicios, como Google Fiber. Desde entonces Sundar Pichai es el director ejecutivo de Google.
El 8 de agosto de 2017 Google despidió al empleado James Damore después de que distribuyera un memorando a toda la empresa que argumentaba que el sesgo y la "cámara de eco ideológica de Google" nublaban su pensamiento sobre la diversidad y la inclusión, y que también son factores biológicos, no solo discriminación, los que hacen que la mujer promedio esté menos interesada que los hombres en puestos técnicos. Pichai acusó a Damore de violar la política de la empresa al "promover estereotipos de género dañinos en nuestro lugar de trabajo" y fue despedido el mismo día. El columnista del New York Times David Brooks argumentó que Pichai había manejado mal el caso y pidió su renuncia.
A comienzos de 2019 Google obtuvo por parte del Banco Central Irlandés la autorización para operar como entidad de pago, con aplicabilidad en Irlanda y en el resto de la Unión Europea.

## Productos

### Cuenta de Google
Una cuenta de Google es una cuenta de usuario necesaria para acceder, autenticarse y autorizarse en ciertos servicios en línea de Google. También se utiliza a menudo como inicio de sesión único para servicios de terceros.
Al crear una cuenta de Google se crea automáticamente una cuenta de correo electrónico de Gmail. Una cuenta se puede crear entrando con una dirección de correo electrónico con Gmail, pero hay otras maneras. Las cuentas en países de la UE solían emplear el dominio «googlemail.com» porque Google no era propietario de la marca. Posteriormente, Google resolvió la disputa de dominio y ahora todos los usuarios de sesión con el dominio Gmail o mediante el uso de una ya existente de otro proveedor.[cita requerida]

### Buscador de Google
El buscador de Google o buscador web de Google (en inglés Google Search) es un motor de búsqueda en la web propiedad de Alphabet Inc. Es el motor de búsqueda más utilizado en la Web y recibe cientos de millones de consultas cada día a través de sus diferentes servicios. El objetivo principal del buscador de Google es buscar texto en las páginas web, en lugar de otro tipo de datos. Fue desarrollado originalmente por Larry Page y Sergey Brin en 1997.
El buscador de Google proporciona al menos 22 características especiales más allá de la palabra original, entre ellas sinónimos, previsiones meteorológicas, zonas horarias, cotizaciones de bolsa, mapas, datos sobre terremotos, cartelera de cine, información de aeropuertos, listas de inicio y resultados deportivos. Hay funciones especiales para los números, incluyendo intervalos (70.. 73), precios, temperaturas, conversiones de unidades y de monedas ("10,5 cm en pulgadas"), cálculos ("3 * 4 + sqrt (6)-pi / 2"), seguimiento de paquetes, patentes, códigos de área telefónico, y traducción de páginas mostradas.
El orden de los resultados de búsqueda (ghits, por Google hits) en las páginas de resultados de Google se basa, en parte, en un rango de prioridad llamado "PageRank". El Buscador de Google proporciona muchas opciones para la búsqueda personalizada, utilizando operaciones booleanas como exclusión ("-xx"), inclusión ("+ xx"), alternativas ("xx O yy") y comodín ( "x * x")
La frecuencia de uso de los términos de búsqueda ha alcanzado un volumen que puede indicar más tendencias económicas, sociales y de salud. Los datos sobre la frecuencia de uso de los términos de búsqueda en Google (disponible a través de Google Adwords, Google Trends y Google Insights for Search) demuestran que hay correlación entre los brotes de gripe y los niveles de desempleo y proporcionan la información más rápidamente que los métodos tradicionales de presentación de informes y encuestas del gobierno.
El 12 de mayo de 2009, Google anunció que analizaría los micro formatos de hCard, hReview y hProduct para incrementar las páginas de resultados de búsqueda con lo que llamaron "Rich snippets".
En junio de 2011, Google introdujo "Google Voice Search" y "Google Images", características que permiten a los usuarios buscar palabras al hablar y por imágenes.
A finales de junio de 2011, Google cambió el diseño de su página principal con el fin de impulsar el uso de herramientas sociales. Los enlaces de publicidad, socios de negocios e información de empresas se llevó al borde inferior del navegador. Uno de los cambios principales fue reemplazar la barra de navegación clásica con una negra. El director creativo digital de Google Chris Wiggins explica: «Estamos trabajando en un proyecto para proporcionarle una experiencia de Google nueva y mejorada y en los próximos meses seguirán viendo más cambios de nuestra apariencia». 

### Google Maps
Google Maps es un servidor de aplicaciones de mapas en la web que pertenece a Alphabet Inc. Ofrece imágenes de mapas desplazables, así como fotografías por satélite del mundo e incluso la ruta entre diferentes ubicaciones o imágenes a pie de calle con Google Street View, condiciones de tráfico en tiempo real (Google Traffic) y un calculador de rutas a pie, en automóvil, bicicleta y transporte público y un navegador GPS, Google Maps Go.

### YouTube
YouTube es propiedad de Google, desde su compra el 14 de octubre de 2006 por 1650 millones de dólares. En este sitio web, los usuarios pueden subir y ver vídeos de todo tipo. En Estados Unidos, YouTube cambió de logotipo el 29 de agosto de 2017, cambio que en Latinoamérica se completó el 3 de septiembre de ese mismo año. Existen aplicaciones derivadas de esta como YouTube Kids y YouTube Music.

### Google Play
Google Play Store, también conocida como Google Play o Play Store (anteriormente Android Market) es una plataforma de distribución digital de aplicaciones móviles para los dispositivos con sistema operativo Android, así como una tienda en línea desarrollada y operada por play store Esta plataforma permite a los usuarios navegar y descargar aplicaciones (desarrolladas mediante Android SDK), juegos, música, libros, revistas y películas. También se pueden adquirir dispositivos móviles como ordenadores Chromebook, teléfonos inteligentes Nexus y Pixel, Google Chromecast, entre otros. También cuenta con versiones para Wear OS y Android TV.
Las aplicaciones se encuentran disponibles de forma gratuita, así como también con costo. Pueden ser descargadas directamente desde un dispositivo con Android a través de la aplicación móvil Google Play Store. Es posible también instalar estas aplicaciones directamente y sin necesidad de una computadora, en dispositivos con sistema operativo BlackBerry 10.
El 6 de marzo de 2012, con la fusión de Android Market con Google Music, el servicio fue renombrado a Google Play.

### Google Noticias
Google Noticias, conocido en España como Google News, es un agregador y buscador de noticias automatizado que rastrea de forma constante la información de los principales medios de comunicación en línea.
El sitio web de Google Noticias, se actualiza cada 15 minutos y fue lanzado en versión beta en septiembre de 2002.[cita requerida] Existen más de 40 ediciones regionales de en diversos idiomas, entre los que se incluyen el alemán, el árabe, el chino, el coreano, el francés, el griego, el hebreo, el hindi, el neerlandés, el inglés, el italiano, el japonés, el noruego, el portugués, el ruso y el sueco. Cada una de dichas ediciones está adaptada específicamente a los lectores de los respectivos países.[cita requerida]
Los artículos se seleccionan y se clasifican mediante un sistema informatizado que evalúa, entre otras cosas, la frecuencia y los sitios en los que aparece una noticia. Consecuentemente, las noticias se escogen independientemente de la ideología o el punto de vista político, y el usuario puede elegir de entre una amplia variedad de perspectivas sobre un mismo hecho.[cita requerida]
La promoción de este sitio asegura neutralidad en la selección de las noticias mostradas debido a que en la misma no existe intervención humana.[cita requerida]
La versión en inglés tiene más secciones que el resto de versiones, como la sección local y la de "Editors" Picks".[cita requerida]
En el caso de España, tres un cambio en la Ley de Propiedad Intelectual aprobada por el Ejecutivo de Mariano Rajoy en su X Legislatura de España, Google decidió cerrar su servicio de noticias en el país. El motivo del cierre radica en el denominado Canon AEDE (llamado así por la Asociación de Editores de Diarios Españoles), introducido en la mencionada Ley de Propiedad Intelectual y por el cual el gobierno obligaba a pagar a todos los agregadores que, como Google Noticias, mostrasen fragmentos significativos de un contenido perteneciente a cualquier otro medio; una situación insostenible para la propia Google, quienes aseguran que no obtienen beneficios para ello. Por ende, el cierre de Google Noticias en España se hizo efectivo el 16 de diciembre de 2014.
En 2014 se desarrolló la versión para móviles, la cual se incluía por defecto en Android Lollipop.[cita requerida]

### Gmail

Icono de 2020.

El 31 de marzo de 2004 Google lanza su servicio (en fase beta) Gmail que se destacó entre los servicios de correo más populares del momento por proporcionar 1 gigabyte de capacidad (cifra que aumenta constantemente a razón aproximada de 36 bytes por segundo hasta llegar a los 15 GB actuales). Durante bastante tiempo, para poder acceder a una cuenta Gmail era necesario recibir una invitación de otro usuario de Gmail. A principios de febrero de 2007, los registros en Gmail fueron completamente liberados, y en la actualidad es posible registrarse sin invitaciones.
Este servicio de mensajería destacó, entre otras cosas, por utilizar un sistema de búsqueda de mensajes simple y avanzado al mismo tiempo, similar al del buscador web al cual debe su eslogan «No organices, busca». Además ofrece otras características adicionales como las etiquetas, filtros avanzados, posibilidad de múltiples cuentas para correo saliente, chat integrado, etc. que lo hacen muy atractivo.
Actualmente se encuentra disponible en 39 idiomas.

### Google Drive
Google Drive es un servicio de alojamiento de archivos. Fue introducido por Google el 24 de abril de 2012. Google Drive es un reemplazo de Google Docs que ha cambiado su dirección de enlace de docs.google.com por drive.google.com entre otras cualidades. Cada usuario cuenta con 15 gigabytes de espacio gratuito para almacenar sus archivos, ampliables mediante pago. Es accesible por su página web desde ordenadores y dispone de aplicaciones para iOS y Android que permiten editar documentos y hojas de cálculo.

### Blogger
Por blogger, o bloguero, también se entiende alguien que escribe en un blog. Este artículo trata sobre el servicio Blogger.com.
Blogger es un servicio creado por Pyra Labs en 1999 y adquirido por Google en 2003, que permite crear y publicar una bitácora en línea. Para publicar contenidos, el usuario no tiene que escribir ningún código o instalar programas de servidor o de scripting.
Los blogs alojados en Blogger generalmente están alojados en los servidores de Google dentro del dominio .blogspot.com. También se puede acceder a los blogs desde un dominio personalizado propiedad del usuario (como www.example.com) utilizando las facilidades DNS para dirigir un dominio a los servidores de Google. Un usuario puede tener hasta 100 blogs o sitios web por cuenta.

### Google Docs
Google Docs Editors es una suite ofimática de productividad basada en la web que ofrece Google dentro de su servicio Google Drive. La suite incluye programa ofimáticos de Google como Documentos de Google, Hojas de cálculo de Google, Presentaciones de Google y Formularios de Google. También solía incluir Google Fusion Tables hasta que se suspendió en 2019.

### Google Calendar
Google Calendar es una agenda que permite tener diferentes calendarios diferenciados por colores. Permite compartir los calendarios privados con otros usuarios pudiendo darles diferentes niveles de permisos. Dispone de la posibilidad de incorporar calendarios públicos realizados por otros usuarios, tales como guía de programación de televisión, agenda de tu club favorito de fútbol, santoral, etc. El calendario se puede configurar para que envíe un recordatorio antes que pase un evento a la cuenta de correo electrónico del usuario con un archivo para importar la tarea a la agenda de Microsoft Outlook, incluso puede enviar un aviso SMS si se vive en una zona habilitada para ello. Hasta la fecha, está en versión beta pero es funcional.[cita requerida]
En octubre de 2017 introduce una nueva interfaz desarrollada con Material Design.

### Google+
Google+ (pronunciado y a veces escrito Google Plus, a veces abreviado como G+, en algunos países de lengua hispana pronunciado Google Más) fue un servicio de red social operado por Google LLC. El servicio, lanzado el 28 de junio de 2011, está basado en HTML5. Los usuarios tienen que ser mayores de 13 años de edad para crear sus propias cuentas. Google+ ya era la décima red social más popular del mundo con aproximadamente 343 millones de usuarios activos. En el primer trimestre de 2019 se produjo el cierre de esta red social, manteniendo solo algunos servicios.

### Traductor de Google
El Traductor de Google (del inglés Google Translate) es un sistema multilingüe de traducción automática, desarrollado y proporcionado por Google, para traducir texto, voz, imágenes o video en tiempo real de un idioma a otro. Ofrece interfaz web, así como interfaces móviles para iOS y Android, y una API, que los desarrolladores pueden utilizar para construir extensiones de navegador, aplicaciones, y otros softwares. El Traductor de Google posee la capacidad de traducir en 243 idiomas en distintos niveles, el sistema provee un servicio gratuito y diariamente es utilizado por más de 200 millones de personas.
Google incorporó en noviembre de 2016 su sistema de traducción automática neuronal; un sistema que según la empresa perfeccionará la evolución dinámica del Traductor, ya que analizará la composición de las frases teniendo en cuenta una serie de factores. El sistema va aprendiendo con el tiempo y las consultas de los usuarios, lo que mejora la calidad de sus traducciones. Por ahora, Google ha incorporado a este sistema los idiomas inglés, francés, alemán, portugués, español, chino, japonés, y turco.

### Google Fotos
Google Fotos (del inglés Google Photos) es una aplicación informática de  intercambio de fotografía y de vídeo y servicio de almacenamiento de Google. Se anunció en mayo de 2015 y se separó de Google+, la anterior red social de la compañía. El 14 de febrero de 2016 sustituyó a Picasa, siendo Google Fotos el único organizador de fotografías de Google.

### Google Shopping
Google Shopping (anteriormente conocido como Froogle) es un sitio web que integra un motor de comparación de precios, inscrito para Google Inc.Su interfaz proporciona un formulario HTML en el que el usuario puede escribir el producto a consultar, y recibe una lista de los vendedores que lo ofrecen, así como la información de su precio. El nombre Froogle era un híbrido de la palabra frugal, que significa económico, y el nombre de la compañía, Google. Froogle se pronunciaba, por supuesto, de una manera similar a Google.
Cualquier compañía puede enviar información de un producto (mediante un feed de datos) y ser incluido en el motor de Google Product Search. Hay espacio para publicidad disponible para ser comprado y mostrado en Google Product Search como un anuncio AdWords, similar a los que aparecen en otros lugares de la red de Google. Por lo tanto, la publicidad aparece notablemente separada de la zona principal de resultados.
Las búsquedas pueden ser ordenadas por relevancia o por precio (tanto en orden ascendente como descendente). También se pueden buscar productos en determinadas tiendas en línea (asumiendo, por supuesto, que han proporcionado a Froogle los datos necesarios). Actualmente Google Product Search sólo está disponible para determinados países.

### Google Libros
Google Libros (antes conocido como Google Book Search y Google Print) es un servicio de Google que busca el texto completo de los libros que Google digitaliza, convierte el texto por medio de reconocimiento óptico de caracteres y los almacena en su base de datos en línea. El servicio era conocido como Google Print cuando fue introducido en la Feria del Libro de Fráncfort en octubre de 2004.
Cuando es relevante para la búsqueda de palabras clave de un usuario, se muestran hasta tres resultados del índice de Google Libros en el servicio de búsqueda web de Google (google.com). Un usuario también puede buscar solo libros en la página dedicada a Google Libros. Al realizar una búsqueda allí, se abre una interfaz en la cual el usuario puede visualizar páginas del libro, así como anuncios publicitarios relacionados con el contenido y enlaces a la página web de la editorial y librerías que lo venden. A través de una serie de limitaciones de acceso y medidas de seguridad, algunas basadas en seguimiento de usuarios, Google limita el número de páginas visibles y se intenta impedir la impresión de páginas y la copia de material con derechos de autor.
La base de datos de Google continúa creciendo. Google Libros permite que los trabajos en dominio público y otros materiales sin derechos de autor puedan ser descargados en formato PDF. Aunque para usuarios fuera de Estados Unidos Google debe asegurar de que el trabajo en cuestión se encuentra sin derechos de autor bajo las leyes locales. Según un miembro del equipo de asistencia de Google Libros, «Dado que la pertenencia de un libro al dominio público a menudo puede ser una cuestión jurídica complicada, erramos por el lado de la precaución y la exhibición de la mayoría de algunos fragmentos hasta que hayamos determinado que el libro ha entrado en el dominio público». No obstante, los usuarios fuera de Estados Unidos pueden acceder a una amplia cantidad de libros en dominio públicos digitalizados por Google mediante copias guardadas en Internet Archive.

### Hangouts
Google Hangouts fue un servicio de mensajería instantánea multiplataforma descontinuado desarrollado por Google. Operó desde el 15 de mayo de 2013 hasta el 1 de noviembre de 2022.
Originalmente, Hangouts era una función de Google+, se convirtió en un producto independiente en 2013, cuando Google también comenzó a integrar funciones de Google+ Messenger y Google Talk en Hangouts. Luego, Google comenzó a integrar funciones de Google Voice, su producto de telefonía por Internet, afirmando que Hangouts fue diseñado para ser “el futuro” de Voice.
En marzo de 2017, Google anunció que Hangouts se convertiría en un producto dirigido a usuarios empresariales con la marca Hangouts dividida en dos productos principales: Hangouts Chat y Hangouts Meet. Debido a su escasa aceptación y con el retiro definitivo de Google+, en octubre de 2019 Google anunció planes para cerrar Hangouts.

### Gboard
Gboard es una aplicación de teclado virtual desarrollada por Google para dispositivos Android e iOS. Se lanzó por primera vez para iOS en mayo del 2016, más tarde se lanzó para Android en diciembre del 2016, que se estrenó como una actualización importante de la aplicación de Google Keyboard ya establecida en Android. 
Sus características destacan la Búsqueda de Google, que incluye resultados de la búsqueda web y respuestas predictivas, fácil búsqueda y uso compartido de imágenes GIF y emojis, un motor de texto predictivo que sugiere la siguiente palabra según el contexto y soporte de idiomas multilingües. Las actualizaciones para el teclado han habilitado una funcionalidad adicional, que incluye sugerencias de GIF, opciones para colocar un tema oscuro o agregar una imagen personal como fondo del teclado, soporte para dictado de voz, predicción de la siguiente frase y reconocimiento de emojis dibujado a mano. En el momento de su lanzamiento para iOS, el teclado solamente ofrecía soporte para el idioma inglés, y se agregaron gradualmente más idiomas en los siguientes meses, mientras que en Android, el teclado admitía más de 100 idiomas en el momento de su lanzamiento inicial. 

### Google One
Google One es un servicio de suscripción desarrollado por Google que ofrece almacenamiento en la nube ampliado y está destinado al mercado de consumo. Cada cuenta de Google comienza con 15 gigabytes de almacenamiento gratuito que se comparte entre Google Drive, Gmail y Google Fotos. Los planes de pago de Google One ofrecen almacenamiento en la nube desde 100 gigabytes hasta un máximo de 30 terabytes.[cita requerida]

### Mensajes de Google
Mensajes de Google es una aplicación de mensajería instantánea, SMS y RCS desarrollada por Google para su sistema operativo móvil Android.

### Google Now
Google Now fue un asistente personal inteligente desarrollado por Google que está disponible dentro de la aplicación para móviles de Google Search para los sistemas operativos Android. Google Now utilizaba una interfaz de usuario de lenguaje natural para responder preguntas, hacer recomendaciones y realizar acciones mediante la delegación de las solicitudes a un conjunto de servicios web. Junto con la respuesta a las consultas iniciadas por el usuario, Google ofrecía ahora de forma pasiva la información al usuario que predice qué va a querer, en función de sus hábitos de búsqueda. 
Fue incluido por primera vez en Android 4.1 ("Jelly Bean"), que se lanzó el 9 de julio de 2012, y fue soportado por primera vez en el teléfono inteligente Galaxy Nexus. El servicio estuvo disponible para iOS desde el 29 de abril de 2013, de una actualización de la aplicación de Búsqueda de Google. Popular Science nombró Google Now la "Innovación del Año" para el 2012.
Sus principales competidores eran Cortana (de Microsoft), Siri (de Apple) y Bixby (de Samsung).

### Asistente de Google
El Asistente de Google (en inglés: Google Assistant) es un asistente virtual desarrollado con Inteligencia artificial por Google que está disponible principalmente en dispositivos móviles y domésticos inteligentes. A diferencia de Google Now, el Asistente de Google puede participar en conversaciones bidireccionales.
El asistente debutó inicialmente en mayo de 2016 como parte de la aplicación de mensajería de Google Allo, y su altavoz activado por voz Google Home. Después de un período de exclusividad en los teléfonos inteligentes Pixel y Pixel XL, comenzó a implementarse en otros dispositivos Android en febrero de 2017, incluidos los teléfonos inteligentes de terceros y Android Wear, y se lanzó como una aplicación independiente en el sistema operativo iOS en mayo. Junto con el anuncio de un kit de desarrollo de software en abril de 2017, el Asistente se amplió y se amplía para admitir una gran variedad de dispositivos, incluidos automóviles y electrodomésticos inteligentes. La funcionalidad del Asistente también puede ser mejorada por desarrolladores externos.
Esta programado con C++, Además puede entender el lenguaje natural.
No tiene preferencias ni sentimientos aunque está programado con preferencias propias y canciones.
Los usuarios interactúan principalmente con el Asistente de Google a través de la voz natural, aunque también se admite la entrada de teclado. De la misma forma que Google Now, el Asistente puede buscar en Internet, programar eventos y alarmas, ajustar la configuración de hardware en el dispositivo del usuario y mostrar información de la cuenta de Google del usuario. Google también ha anunciado que el Asistente podrá identificar objetos y recopilar información visual a través de la cámara del dispositivo, y admitirá la compra de productos y el envío de dinero, así como la identificación de canciones.
En octubre de 2023, durante el evento del Pixel 8  se presentó una versión móvil del Gemini Gemini, originalmente llamado Asistente con Bardo y simplemente Bardo. Está previsto que sustituya al Asistente como asistente principal en dispositivos Android, aunque el Asistente original seguirá siendo opcional. El chatbot se lanzó el 8 de febrero de 2024 en Estados Unidos.

### Files
Files (anteriormente conocido como Files Go) es una aplicación de administración de archivos desarrollada por Google para la exploración de archivos, el consumo de medios, la limpieza del almacenamiento y la transferencia de archivos sin conexión. Google lo lanzó el 5 de diciembre de 2017 y el 30 de mayo de 2018 se lanzó una versión personalizada para China.

### Google Allo
Google Allo fue una aplicación de mensajería que estuvo disponible tanto para Android como para iOS y se basaba en la comunicación directa entre teléfonos o a través de su versión web Tras su lanzamiento, algunos críticos alabaron su interfaz limpia y fácil de entender, mientras que expertos en seguridad informática denunciaron el riesgo que representa para la privacidad.

### Google Chat
Google Chat (anteriormente conocido como Hangouts Chat) es un software de comunicación desarrollado por Google creado para equipos que proporciona mensajes directos y salas de chat de equipo, junto con una función de mensajería grupal que permite compartir contenido de Google Drive. Es una de las dos aplicaciones que constituyen el reemplazo de Google Hangouts, la otra es Google Meet. Google planeó comenzar a retirar Google Hangouts en octubre de 2021

### Google Duo
Google Duo fue una aplicación móvil de chat de vídeo desarrollada por Google, disponible tanto para Android como para iOS y KaiOS  . Fue presentada el 18 de mayo de 2016 junto a Google Allo, una aplicación de mensajería instantánea. Después de haber sido lanzada esta aplicación, se logró posicionar en el puesto número uno de descargas gratuitas en Google Play Store únicamente dos días después de su lanzamiento oficial.

### Google Play Kiosco
Google Play Kiosco era un agregador de noticias y un servicio digital de quiosco  de Google. El 8 de mayo de 2018, Google anunció en Google I/O que se fusionaría con Google Noticias. Lanzado en noviembre de 2013 a través de la fusión de Google Play Magazines y Google Currents, el servicio permite a los usuarios suscribirse a revistas (en países seleccionados) y feeds de noticias de actualidad, recibiendo nuevos números y actualizaciones automáticamente. El contenido se ofreció para leer en una sección dedicada de Kiosco del sitio web de Google Play o a través de las aplicaciones móviles para Android e iOS. La descarga y lectura sin conexión fueron compatibles con las aplicaciones móviles.

### Google Play Música
Google Play Music fue un servicio de almacenamiento y sincronización de música en la nube que operó Google como parte de su línea de servicios de Google Play. El servicio fue anunciado el 10 de mayo de 2011. Después de estar por un periodo de 6 meses en fase beta por invitación, el servicio fue lanzado al público el 16 de noviembre de 2011 en Estados Unidos.

### Google Podcasts
Google Podcasts fue una aplicación de pódcasts desarrollada por Google y lanzada el 18 de junio de 2018 para dispositivos Android.
En septiembre de 2018, se agregó soporte para Google Cast a Google Podcasts.
En la Google I/O  de 2019, Google presentó una versión web de Google Podcasts para iOS, Android y Windows. La versión para iOS se presentó en marzo de 2020.
En noviembre de 2019, la app fue rediseñada con Google Material Theme.
El 12 de mayo de 2020, Google anunció que los usuarios pueden mover sus suscripciones de pódcasts y su historial de Google Podcasts desde Google Play Music.
El 26 de septiembre de 2023, Google anunció que Google Podcasts iba a ser descontinuado y reemplazado por Youtube Music el 24 de junio de 2025.

### Google Meet
Google Meet es un servicio de videotelefonía desarrollado por Google. Es una de las dos aplicaciones que constituyen la nueva versión de Hangouts, siendo la otra Google Chat. Google comenzó a retirar la versión clásica de Hangouts en octubre de 2019.
Inicialmente Google lanzó Meet como un servicio comercial; en abril de 2020 Google comenzó a lanzarlo también a los usuarios gratuitos, causando especulaciones sobre si la versión para consumidores de Google Meet aceleraría la depreciación de Hangouts.

### Web

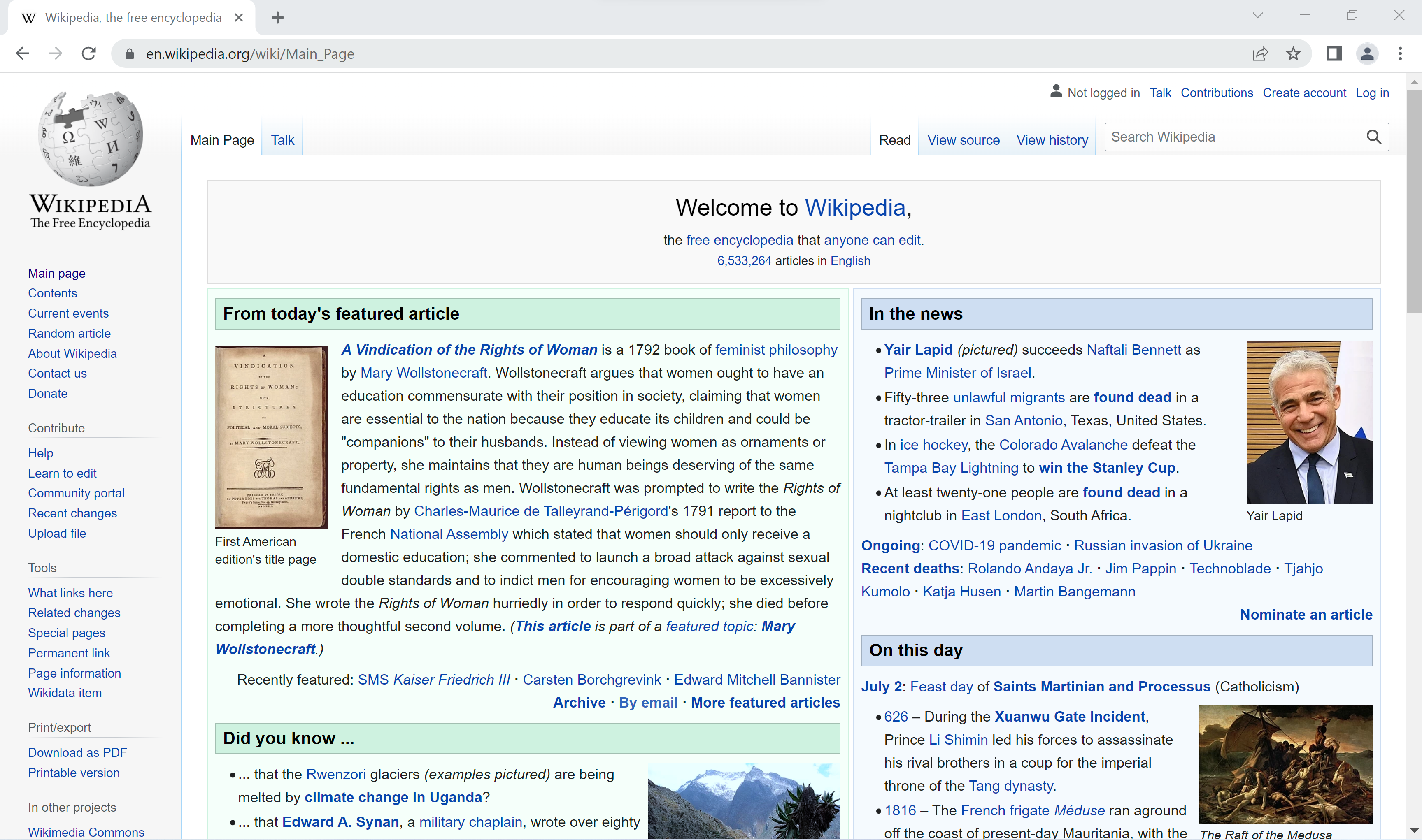
Google Chrome mostrando la portada de Wikipedia en inglés en Windows 11.

#### Google Chrome
Es el software navegador de la empresa Google. Es el navegador más utilizado en Internet, con una cuota de mercado del 31.88% a finales de julio de 2012. Está disponible gratuitamente bajo condiciones de servicio específicas.

#### Marcadores de Google
Marcadores de Google era un servicio gratuito para guardar marcadores de Internet, lanzado el 10 de octubre de 2005. El servicio permitía al usuario poseedor de una cuenta de Google guardar sus sitios web favoritos para leerlos más tarde, así como organizarlos mediante etiquetas y notas.
Google Bookmarks era uno de los servicios menos utilizados de Google, y había recibido críticas en cuanto a su interfaz de usuario complicada de usar y sus funciones limitadas en comparación a otros servicios.

#### Gemini
El 6 de febrero de 2023, Sundai Pinchal anunció la integración de un nuevo servicio basado en el modelo de lenguage IA LaMDA llamado Google Bard, ahora Gemini, en la Búsqueda de Google.

#### Google Seach Labs
Experiencia Generativa de Búsqueda o Google Search Labs (SGE, por sus siglas en inglés) es un programa experimental creado para el motor de búsqueda de Google que permite a los usuarios obtener respuestas o resúmenes basado en la búsqueda potenciado por IA, generado por inteligencia artificial generativa.

### Empresa

#### Google AdWords
Google Ads (antes Google AdWords) es un servicio y un programa de la empresa Google que se utiliza para ofrecer publicidad patrocinada a potenciales anunciantes.
Los anuncios patrocinados de Google Ads aparecen de la siguiente manera:
- En la página de resultados (SERP: search engine results pages) junto con los resultados de búsquedas naturales u orgánicas. Se muestran hasta 4 anuncios en la parte superior y hasta 3 al final de la página, se diferencian de los resultados orgánicos porque incluyen la leyenda "Anuncio" en color negro junto a la URL visible.

Para Google Ads, esta zona se denomina Red de Búsqueda y Socios de Red de Búsqueda, incluyendo otras fuentes relacionadas con Google.
- En zonas de páginas web, en forma de banners, que pueden ser imágenes, vídeos o texto. Esto se conoce por los creadores de páginas web como Google AdSense. Google comparte los ingresos de este tipo de publicidad con los propietarios de las páginas web. En Ads, esta área se denomina Red de Display. Los anuncios son más flexibles que los anuncios de texto de la Red de Búsqueda. Entre los tipos de anuncios se incluyen imágenes, banners dinámicos, vídeos, richmedia, etc.

#### Google Workspace
Google Workspace (anteriormente conocido como G Suite, Google Apps for Work, Google Apps for Business, Google Apps y Google Apps for Your Domain) es un servicio de Google que proporciona varios productos de Google con un nombre de dominio personalizado por el cliente. Cuenta con varias aplicaciones web con funciones similares a las suites ofimáticas tradicionales, como Gmail, Meet, Drive, Docs, entre otros. Fue la creación de Rajen Sheth, un empleado de Google que posteriormente desarrolló las Chromebooks.

#### AdSense
Google AdSense es junto a Google Ads uno de los productos de la red de publicidad en línea de Google. Permite a los editores obtener ingresos mediante la colocación de anuncios en sus sitios web, ya sean de texto, gráficos o publicidad interactiva avanzada. Estos anuncios son administrados y ordenados por Google en asociación con los anunciantes de Google Ads a través de un sistema complejo de subasta instantánea.
AdSense usa una serie de tecnologías para mostrar anuncios relevantes a los visitantes, ya sea indexando el contenido de los sitios web, la ubicación geográfica y otros factores (incluyendo promociones especiales de grandes marcas). Esto garantiza a los anunciantes llegar al público que buscan, al tiempo de entregar anuncios útiles a los usuarios.

### Medios

#### Google Imágenes
Google Imágenes (anteriormente Google Image Search) es una especialización del buscador principal para imágenes, se introdujo el 12 de julio de 2001 debido a la demanda de imágenes del vestido verde de Versace que usó Jennifer López en febrero de 2000. En 2011, se agregó la función de búsqueda inversa de imágenes. 
Al buscar una imagen, se muestra una miniatura de cada imagen coincidente. Cuando el usuario hace clic en una miniatura, la imagen se muestra en un tamaño más grande y los usuarios pueden visitar la página web en la que se utiliza la imagen.
Contiene en su interfaz distintas herramientas de búsqueda, que sirven para filtrar los resultados de las imágenes. Estos pueden ser según su tamaño (en pequeñas, medianas y grandes), tipo, formatos (JPG, GIF y PNG), por coloración (Blanco y negro, escala de grises y en color), por color (rojo, naranja, amarillo, verde, verde azulado, azul, púrpura, rosa, blanco, gris, negro y marrón), por fecha, y por imágenes similares.

#### Google Vídeos
Google Videos (en Hispanoamérica como Google Videos (pronunciado [biˈdéos]) y en España como Google Vídeos (pronunciado [bíˈdeos]) fue un servicio de Google que hasta enero de 2009 permitía subir clips de video a sus servidores para que cualquier persona los pudiera buscar y ver directamente desde su navegador. Inicialmente nació como competencia de YouTube, a la que terminó comprando el 10 de octubre de 2006. Finalmente, Google Video pasó a funcionar como un mero buscador de vídeos en la red, pasando a ser YouTube el único servicio de estos dos que permite la subida de vídeos.
El servicio de Google estuvo disponible hasta el 13 de mayo de 2011, a partir de ahí quedó inaccesible, sin la posibilidad de descargar los vídeos alojados en el sitio.
El 3 de julio de 2012 la compañía anuncia el cierre definitivo del servicio hasta hoy disponible para usuarios con contenido cargado en su cuenta, Google ofrecía la oportunidad de migrar el contenido de los usuarios al servicio YouTube hasta el 20 de agosto adquirido por Google en 2006.
En su sitio web describen así el servicio:

Nuestra misión es organizar la información del mundo, y eso incluye los miles de programas de televisión de cada día. Google Video permite buscar en un creciente archivo de contenido televisivo – cualquier cosa desde deportes a documentales de televisión o programas de noticias.

Su objetivo, era, además de indexar la mayor cantidad posible de video, llegar a tener todos los programas televisivos. Ofrecía dos tipos de servicios, uno orientado a los usuarios finales, que permitía a cualquiera subir archivos de video, y otro que permitía a los creadores de contenido multimedia distribuir sus creaciones pagando una pequeña tarifa.

#### Picasa
Picasa fue un organizador y visor de imágenes. La aplicación sigue funcionando pero ya no tiene soporte por parte de Google, además de una herramienta para editar fotografías digitales. Adicionalmente, Picasa poseía un sitio web integrado para compartir fotos. Estaba disponible para Mac, Linux y Windows. Fue descontinuado en 2016 para centrarse más en Google Fotos.

### Geo

#### Google Earth
Google Earth es un sistema de información geográfica que muestra un globo terráqueo virtual basado en imágenes satelitales, el cual permite visualizar múltiples relieves. En adición, permite la creación de entidades de puntos, líneas, polígonos y mapas.  
El mapa de Google Earth está compuesto por una superposición de imágenes obtenidas por imágenes satelitales, fotografías aéreas, información geográfica proveniente de modelos de datos SIG de todo el mundo y modelos creados por computadora. El programa está disponible en varias licencias, pero la versión gratuita es la más popular, disponible para dispositivos móviles, tabletas y computadoras personales.
La primera versión de Google Earth fue lanzada en 2005 y actualmente está disponible en PC para Windows, Mac y Linux. Google Earth también está disponible como plugin para visualizarse desde el navegador web. En 2013 Google Earth se había convertido en el programa más popular para visualizar cartografía, con más de mil millones de descargas.

#### Panoramio
Panoramio fue un sitio web dedicado a exhibir las fotografías de lugares o paisajes que los propios usuarios creaban y georreferenciaban. 
Las imágenes que cumplían ciertos requisitos podían ser vistas a través de la aplicación Google Earth. El objetivo de Panoramio era permitirle a los usuarios de esa aplicación aprender más sobre una zona específica del mapamundi, observando las fotografías que capturaban otros usuarios. 
En julio de 2007, Google adquirió Panoramio y lo integró a su servicio Google Maps.

### Búsqueda especializada

#### Google Académico
Google Académico (en inglés, Google Scholar) es un motor de búsqueda de Google enfocado y especializado en la búsqueda de contenido y bibliografía científico-académica.  El sitio indexa editoriales, bibliotecas, repositorios, bases de datos bibliográficas, entre otros; y entre sus  resultados se pueden encontrar citas, enlaces a libros, artículos de revistas científicas, comunicaciones y congresos, informes científico-técnicos, tesis, tesinas y archivos depositados en repositorios.

#### Tendencias de búsqueda de Google
Google Trends, también denominado Tendencias de búsqueda de Google, es una herramienta de Google Labs que muestra los términos de búsqueda más populares del pasado reciente.
Las gráficas de Google Trends representan con cuánta frecuencia se realiza una búsqueda de un término particular en varias regiones del mundo y en varios idiomas. El eje horizontal de la gráfica representa el tiempo (desde algún momento de 2004), y el eje vertical representa la frecuencia con la que se ha buscado el término globalmente. También permite al usuario comparar el volumen de búsquedas entre dos o más términos.
Una característica adicional de Google Trends es la posibilidad de mostrar noticias relacionadas con el término de búsqueda encima de la gráfica, mostrando cómo afectan los eventos a la popularidad.
Es interesante comprobar que hay algunos términos de búsqueda bastante estacionales, como regalos, que coincide claramente con la llegada de la Navidad. Sufre un igual efecto el fútbol, con un gran aumento de búsquedas en los mundiales.

#### Google Caffeine
Google Caffeine es una arquitectura nueva de Google para la realización de búsquedas.
En agosto de 2009, Google anunció el lanzamiento de este servicio. La nueva arquitectura fue diseñada para indexar resultados de una forma más rápida y tratar con la información existente de una forma más rápida y actualizada a partir de servicios que incluirían Facebook y Twitter Los desarrolladores de Google han comprobado que la mayor parte de los usuarios no tendrían problema en percibir pequeños cambios inmediatos. Uno de los cambios más notables fue la reducción del tiempo de búsqueda, que en numerosos tests se rebajó a la mitad. Otras diferencias incluyen la optimización del motor de búsqueda (Search Engine Optimization), lo que incluye un mayor peso de las palabras estrella o llave y la importancia de la cantidad de tiempo que lleva existiendo el dominio que las genera Este movimiento ha sido interpretado como una respuesta a la mejora presentada por Microsoft respecto a su buscador Bing.

### Hogar y oficina

#### Google Sites
Google Sites es una aplicación en línea gratuita ofrecida por la empresa estadounidense Google como parte de la suite de productividad de Google Workspace. Es una herramienta para la creación de páginas web. Esta aplicación permite crear un sitio web o una intranet de una forma tan sencilla como editar un sitio web. Con Google Sites los usuarios pueden reunir en un único lugar y de una forma rápida información variada, incluidos vídeos, calendarios, presentaciones, archivos adjuntos y texto.

### Social

#### Grupos de Google
Grupos de Google es un servicio de Google que proporciona grupos de discusión para personas que comparten intereses comunes. El servicio de Grupos también proporciona una puerta de entrada a los grupos de noticias de Usenet a través de una interfaz de usuario compartida .
Grupos de Google empezó a funcionar el 12 de febrero de 2001, tras la adquisición por parte de Google del archivo Usenet de Deja . Deja News había estado en funcionamiento desde marzo de 1995.

### Innovación

#### Google Code
Google Code fue un sitio de Google para desarrolladores interesados en el desarrollo open source. El sitio contiene códigos fuente abiertos, una lista de sus servicios de apoyo público y API. Sin embargo el proyecto ha sido cerrado desde 2016 de acuerdo con la información disponible en el sitio web.

#### Google Colab
Es una plataforma web que tiene como objetivo realizar investigaciones en ciencia de datos e Inteligencia artificial. Permite ejecutar código en Python. El entorno de trabajo se denomina cuadernos de Jupyter y no es estático, sino recursivo. Algunas de las ventajas son las siguientes:
- No requiere configuración
- Acceso gratuito a GPU
- Uso de TensorFlow
- Desarrollar redes neuronales
- Experimentar TPUS

### Derivados de YouTube

#### YouTube Premium
YouTube Premium (anteriormente YouTube Red) es un servicio de suscripción de transmisión de pago para YouTube que proporciona transmisión sin publicidad de todos los videos alojados en YouTube, contenido original exclusivo producido en colaboración con los principales creadores del sitio, así como reproducción sin conexión y reproducción de videos de fondo en dispositivos móviles.

#### YouTube TV
YouTube TV es un servicio de televisión en streaming que ofrece televisión en directo, vídeo bajo demanda y DVR en la nube de más de 100 cadenas de televisión, incluidas las tres grandes cadenas de televisión abierta estadounidenes (ABC, NBC y CBS), FOX Network, The CW y PBS en la mayoría de los mercados. Es propiedad de YouTube, una filial de Google, y solo está disponible en Estados Unidos.

#### YouTube Gaming
YouTube Gaming fue un servicio gratuito, similar a YouTube, el sitio web ofrecía vídeos, críticas, análisis y streaming de juegos para consolas y computadoras. El servicio se encontraba disponible para todo el mundo. YouTube Gaming poseía un menú totalmente diferente al del clásico YouTube, el cual estaba en el Material Desing utilizado por Google. Google anunció el cierre de YouTube Gaming el 30 de mayo del 2019. La empresa integró los servicios y características de YouTube Gaming en la plataforma tradicional. YouTube Gaming estaba, sin duda, lejos de las expectativas de la empresa al abordar el mercado del streaming de videojuegos. La plataforma nunca funcionó como se esperaba. La razón del cierre se debe a que nunca se tuvo el impacto esperado, principalmente porque se buscaba competir directamente con Twitch, el servicio de streaming de videojuegos por antonomasia para los creadores de contenido. Lo anterior significa que tanto el portal como la aplicación dejaron de estar disponibles en 2019; en su lugar, se abrió una sección especial dentro del YouTube tradicional para interactivos, donde se aplicó casi las mismas reglas que funcionaban en YouTube Gaming. Además, se agregaron nuevas iniciativas, como el promocionar contenido de calidad; esto es por usuarios pocos conocidos o que apenas van iniciando; pero que cuentan con vídeos con una propuesta interesante. Ryan Wyatt, responsable de la plataforma, declaró que se cometió un error al momento de hacer opciones separadas; pues eso ocasionó una confusión en los usuarios, principalmente porque no había un sesgo de contenido en realidad; los fanáticos de interactivos seguían recurriendo al YouTube tradicional para ver vídeos relacionados con su afición; tanto así que muchos ni siquiera se enteraron de la existencia de Gaming.[cita requerida]

#### YouTube Shorts
YouTube Shorts es un servicio de alojamiento de videos verticales con una duración máxima de 3 minutos (180 segundos) antes 1 minuto, creada por la plataforma YouTube y integrada dentro de ésta. Fue anunciada el 28 de septiembre de 2020 en el blog de YouTube.

## Sistemas operativos

### Android
Android es un sistema operativo móvil basado en el núcleo Linux y otros componentes software de código abierto. Está diseñado para dispositivos móviles con pantalla táctil, como teléfonos inteligentes, tabletas, relojes inteligentes Wear OS, automóviles con otros sistemas a través de Android Auto, al igual los automóviles con el sistema Android Automotive y televisores Android TV.
Inicialmente fue desarrollado por Android Inc., que fue adquirido por Google LLC en 2005. Android fue presentado en 2007 junto con la fundación del Open Handset Alliance (un consorcio de compañías de hardware, software y telecomunicaciones) para avanzar en los estándares abiertos de los dispositivos móviles. El código fuente principal de Android se conoce como Android Open Source Project (AOSP), que se licencia principalmente bajo la Licencia Apache. Android es el sistema operativo móvil más utilizado del mundo, con una cuota de mercado superior al 90 % al año 2018, muy por encima de iOS.

### ChromeOS
ChromeOS es un sistema operativo basado en Linux diseñado por Google. Es un derivado del proyecto de código abierto Chromium OS y usa el navegador web Google Chrome como interfaz de usuario.
Google anunció el proyecto el 7 de julio de 2009, describiéndolo inicialmente como un sistema operativo donde las aplicaciones y los datos de los usuarios residirían en la nube. ChromeOS se utilizó principalmente para ejecutar aplicaciones web.
Todas las versiones de ChromiumOS y ChromeOS admiten aplicaciones web progresivas (como Google Docs o Microsoft Office 365), así como extensiones de navegador web (que pueden parecerse a las aplicaciones nativas). ChromeOS (pero no ChromiumOS) a partir de 2016 también puede ejecutar aplicaciones de Android desde Play Store. Desde 2018, ChromiumOS/ChromeOS versión 69 en adelante también admiten aplicaciones Linux, que se ejecutan en una máquina virtual liviana con un entorno Debian Linux.

## Dispositivos

### Chromebook
Chromebook es un ordenador personal que trabaja con el sistema operativo Google Chrome OS. Los dispositivos son distintos de las computadoras personales, que tienden a ser una combinación entre el cliente en la nube puro y los portátiles tradicionales. Los primeros dispositivos que se lanzaron a la venta con este sistema operativo fueron de la mano de Acer y Samsung, anunciados oficialmente durante el congreso de desarrolladores Google I/O en mayo de 2011 y empezando a comercializarse a partir del 15 de junio de 2011.

### Chromecast
Google Chromecast es un dispositivo de reproducción audiovisual (multimedia) para dispositivos en especial televisores antiguos en red fabricado por Google. Fue anunciado de forma oficial el 24 de julio de 2013 junto a su línea de tabletas Nexus 7, en un evento en San Francisco.
Igual que el anterior Nexus Q, todos sus componentes están fabricados totalmente dentro de Estados Unidos. Básicamente es un punto de acceso Wifi, con enchufes intercambiables USB y HDMI, que una vez conectado a un televisor con entrada HDMI y configurado el navegador web Chrome desde un PC o un teléfono móvil Android, replica al televisor las páginas web que se ven; en el caso de YouTube y Netflix, éstas envían la señal de vídeo.

### Google Pixel
Google Pixel es una línea de dispositivos electrónicos de consumo de Google los cuales funcionan con el sistema operativo Chrome o Android. La marca Pixel se presentó en febrero de 2013 con la primera generación de Chromebook Pixel. La línea Pixel incluye computadoras portátiles y teléfonos inteligentes, junto con (de 2015 a 2017) la tableta Pixel C. Los dispositivos se pueden comprar a través de Google Store o en tiendas minoristas.

### Pixel Watch
El Pixel Watch es un reloj inteligente, introducido por Google en el 2022, que trabaja con teléfonos inteligentes con sistema operativo Android.

## Google como plataforma universal
Google al igual que Facebook, Amazon y Apple le apuesta a convertirse en la plataforma universal de internet. Parte de esta estrategia consiste en tener los siguientes aspectos:
- Plataforma de pago
- Plataforma de Single SignOn
- Cobertura logística
- Masa crítica de clientes
- Masa crítica de productos y servicios
- Marketing/publicidad
- Supermercado.

En el HRIndex (un índice que compara cada plataforma contra el ideal) Google saca 50/100, Amazon 51/100, Apple 39/100 y Facebook 27/100.

## Google Summer of Code
Google Summer of Code («Verano del Código de Google» en inglés), a menudo abreviado GSoC es un programa que se realiza todos los años desde su primera edición en 2005. Google paga el salario (5500 dólares en 2016) de los estudiantes que programan en un proyecto de software libre durante los meses de mayo a agosto. El programa está abierto para estudiantes universitarios de todo el mundo que tengan 18 años o más.

## Infraestructura
Los centros de datos de Google (en inglés: Google data center) son grandes instalaciones de procesamiento de datos que Google utiliza para proporcionar  sus servicios que, combinan grandes unidades, nodos informáticos organizados en pasillos de racks, redes internas y externas, controles ambientales (principalmente control de enfriamiento y humidificación) y software de operaciones (especialmente en lo que respecta a  balance de carga y tolerancia a fallos). 

## Críticas y controversias

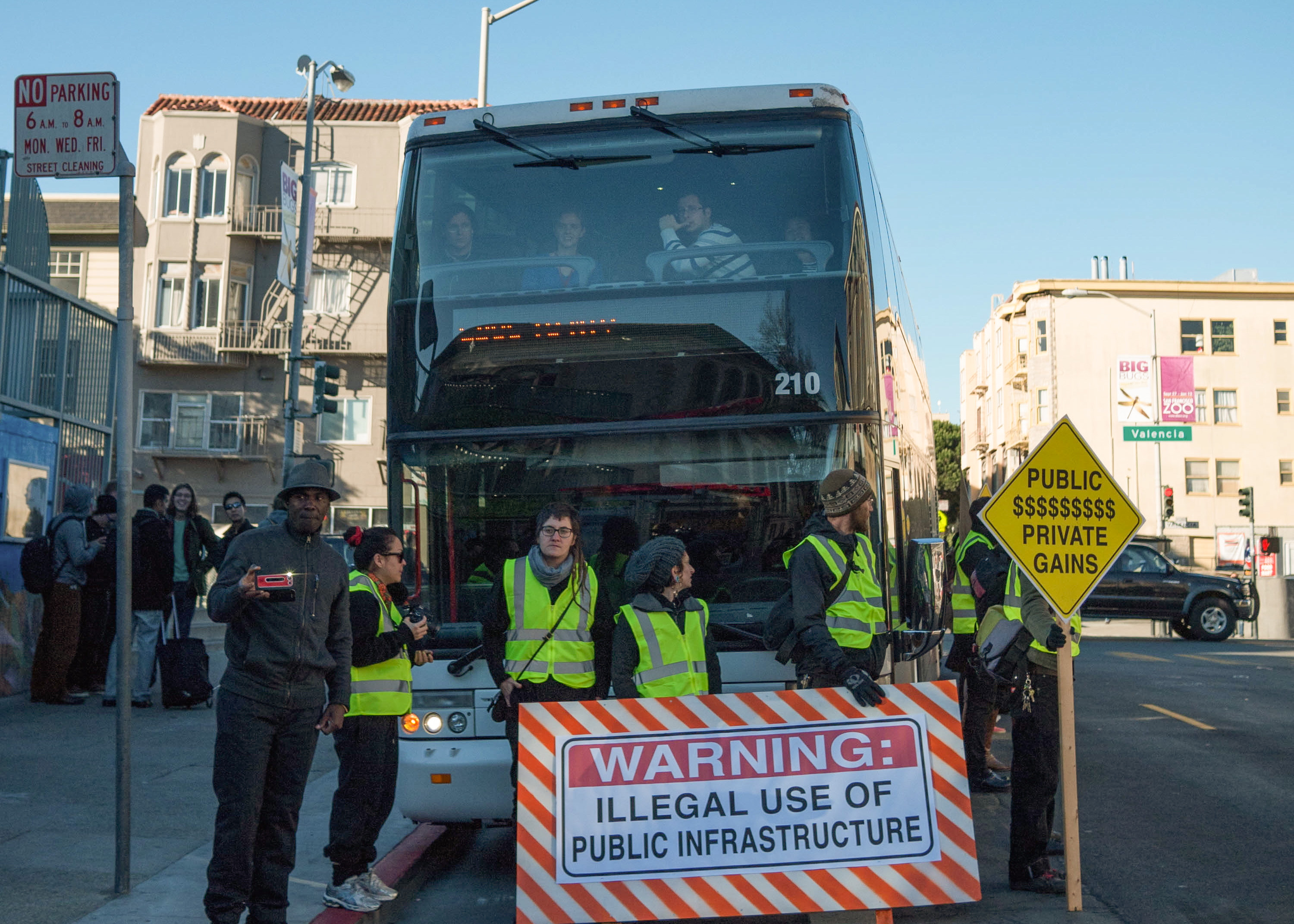
Activistas de San Francisco protestan contra los autobuses privados que transportan a trabajadores de empresas tecnológicas como Google desde sus hogares en San Francisco y Oakland hasta los campus corporativos en Silicon Valley.

El dominio de Google en el mercado ha dado lugar a una destacada cobertura de los medios de comunicación, incluidas las críticas a la empresa por cuestiones como la evasión fiscal agresiva,  neutralidad de la búsqueda, los derechos de autor, la censura de los resultados y el contenido de las búsquedas  y la privacidad. Otras críticas incluyen el supuesto uso indebido y la manipulación de los resultados de la búsqueda, su uso de la propiedad intelectual de otros, la preocupación de que su recopilación de datos pueda violar la privacidad de las personas y el consumo de energía de sus servidores, así como preocupaciones sobre cuestiones comerciales tradicionales como el monopolio, la restricción del comercio, las prácticas anticompetitivas y la infracción de patentes.
Google se adhirió anteriormente a las políticas de censura de Internet de China,  aplicadas mediante filtros conocidos coloquialmente como "El Gran Cortafuegos de China", pero ya no lo hace. Como resultado, se bloquea el acceso a todos los servicios de Google, excepto a Google Maps chino, dentro de China continental sin la ayuda de VPN, servidores proxy u otras tecnologías similares. The Intercept informó en agosto de 2018 que Google está desarrollando para la República Popular China una versión censurada de su motor de búsqueda (conocido como Dragonfly) "que incluirá en la lista negra sitios web y términos de búsqueda sobre derechos humanos, democracia, religión y protestas pacíficas". Sin embargo, el proyecto se había retenido debido a problemas de privacidad.
Tras los informes de los medios sobre PRISM, el programa de vigilancia electrónica masiva de la NSA, en junio de 2013, se identificaron como participantes a varias empresas de tecnología, incluida Google. Según filtraciones de dicho programa, Google se incorporó al programa PRISM en 2009.
Google ha trabajado con el Departamento de Defensa de los Estados Unidos en el software de drones a través del "Proyecto Maven" de 2017 que podría usarse para mejorar la precisión de los ataques con drones. Miles de empleados de Google, incluidos ingenieros superiores, firmaron una carta instando al director ejecutivo de Google, Sundar Pichai, a poner fin a un controvertido contrato con el Pentágono.  En respuesta a la reacción, Google finalmente decidió no renovar su contrato con el Departamento de Defensa, que expirará en 2019.
Shona Ghosh, periodista de Business Insider, señaló que ha crecido un creciente movimiento de resistencia digital contra Google. Un centro importante para los críticos de Google con el fin de organizarse y abstenerse de usar productos de Google es la página de Reddit para el subreddit /r/degoogle.
En julio de 2018, el gerente de programas de Mozilla, Chris Peterson, acusó a Google de ralentizar intencionalmente el rendimiento de YouTube en Firefox.
En abril de 2019, el exejecutivo de Mozilla, Jonathan Nightingale, acusó a Google de sabotear intencional y sistemáticamente el navegador Firefox durante la última década para impulsar la adopción de Chrome.
En noviembre de 2019, la Oficina de Derechos Civiles del Departamento de Salud y Servicios Humanos comenzó una investigación sobre el Proyecto Nightingale, para evaluar si la "recopilación masiva de registros médicos de las personas" cumplía con la HIPAA.  Según The Wall Street Journal, Google inició el proyecto en secreto, en 2018, con la empresa de atención médica Ascension, con sede en San Luis (Misuri).

### Proyecto Nimbus
El Proyecto Nimbus es un acuerdo de 1200 millones de dólares en el que Amazon y Google proporcionan a Israel y a sus fuerzas armadas inteligencia artificial, aprendizaje automático y otros servicios de computación en la nube, incluyendo sitios locales en la nube que "mantendrán la información dentro de las fronteras de Israel bajo estrictas normas de seguridad".  Ha recibido criticas por parte de accionistas y empleados preocupados de que el proyecto favorezca abusos de los derechos humanos palestinos en el conflicto israelí-palestino.
El 18 de abril de 2024, Google despidió a 28 empleados que habían participado en protestas contra la participación de la empresa en el Proyecto Nimbus, que, según los empleados, no debería utilizarse para servicios militares o de inteligencia. Los empleados manifestantes formaban parte del grupo No Tech For Apartheid. Esto se había producido tras conocerse que las fuerzas israelíes habían matado a un gran número de civiles palestinos mientras utilizaban su propio sistema de inteligencia artificial Lavender para identificar objetivos.

### Acusaciones de monopolio por parte de Estados Unidos y la Unión Europea
En julio de 2020, Google, junto con otros gigantes tecnológicos Apple, Reed Hastings, Samsung, Microsoft, Twitter, Amazon y Facebook, fueron acusados de mantener un poder dañino y estrategias anticompetitivas para aplastar a los competidores potenciales en el mercado.  Los directores ejecutivos de las respectivas empresas comparecieron en una teleconferencia ante los legisladores del Congreso de los Estados Unidos y los diputados del Parlamento de la Unión Europea.

## Incidencias

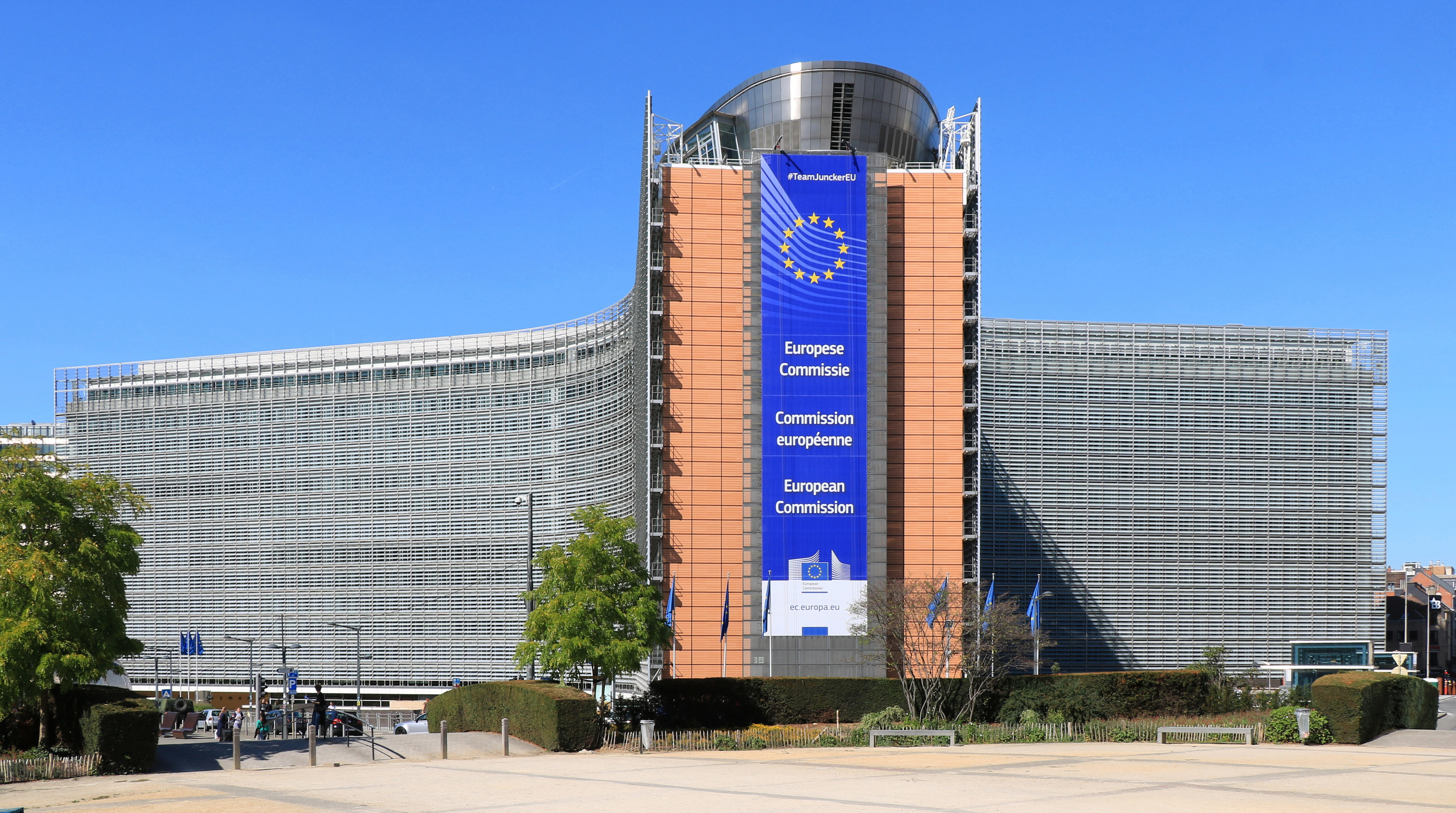
La Comisión Europea, que impuso tres multas a Google en 2017, 2018 y 2019.

A lo largo de su historia la compañía, en su conjunto, ha presentado una serie de incidencias, de las cuales las más importantes han sido las siguientes:
- El 18 de julio de 2018 la Comisión Europea impuso una multa de 4 340 millones de euros debido a prácticas ilegales relacionadas con dispositivos móviles Android para de esta manera fortalecer el dominio del motor de búsqueda de Google.[249][250] Tras el recurso presentado ante el Tribunal General de la Unión Europea, este organismo redujo dicha multa en algo más de 200 millones de euros, quedando la misma en 4.125 millones de euros.[251]
- A principios de septiembre de 2018 los responsables del motor de búsqueda fueron duramente criticados tras negarse a enviar a testificar a su consejero delegado, Larry Page, ante el Comité de Inteligencia del Senado por cuestiones sobre privacidad y seguridad de los usuarios. Sin embargo, el 20 de septiembre[252] y a través de una carta publicada en el New York Times, Google reconocía que seguía permitiendo a terceros acceder y compartir datos de cuentas de Gmail. "Los desarrolladores (de software) pueden compartir datos con terceros siempre y cuando sean transparentes con los usuarios sobre cómo están usándolos", decía la misiva.
- El 19 de marzo de 2019, Google anunció que ingresaría al mercado de los videojuegos, lanzando una plataforma de juegos en la nube llamada Stadia.[253]
- El 3 de junio de 2019, el Departamento de Justicia de los Estados Unidos informó que investigaría a Google por violaciones a las leyes antimonopolio. Esto llevó a la presentación de una demanda antimonopolio en octubre de 2020, alegando que la empresa había abusado de una posición de monopolio en los mercados de búsqueda y publicidad de búsqueda.[254]
- El 25 de julio de 2019, la aspirante a presidente Tulsi Gabbard demandó a Google por bloquear sus anuncios después del debate presidencial cuando se convirtió en uno de los elementos más buscados en el motor de búsqueda.[255]
- En diciembre de 2019, se informó que el exdirector de operaciones de PayPal, Bill Ready, se convertiría en el nuevo director de comercio de Google. La función de Ready no estará directamente relacionada con Google Pay.
- Después de las audiencias del Congreso en julio de 2020 y un informe del subcomité antimonopolio de la Cámara de Representantes publicado a principios de octubre, el Departamento de Justicia de los Estados Unidos presentó una demanda antimonopolio contra Google el 20 de octubre de 2020, afirmando que ha mantuvo ilegalmente su posición de monopolio en búsquedas y publicidad basada en búsquedas.[256][257]
- En abril de 2020, debido a la pandemia de COVID-19, Google anunció varias medidas de reducción de costos. Tales medidas incluyeron ralentizar la contratación para el resto de 2020, excepto en un pequeño número de áreas estratégicas, recalibrar el enfoque y el ritmo de las inversiones en áreas como centros de datos y máquinas, y marketing y viajes esenciales no comerciales.[258]
- También en 2020, ocurrieron tres cortes en todo el mundo que interrumpieron los servicios de Google: uno en agosto que afectó a Google Drive entre otros, otro en noviembre afectó a YouTube y un tercero en diciembre afectó a todo el paquete de aplicaciones de Google. Los tres cortes se resolvieron en unas horas.[259][260][261]
- El 5 de agosto de 2024 un juez federal de EE. UU. declaró que Google era un monopolio debido a sus acuerdos multimillonarios con compañías como Apple, AT&T y Mozilla para tener posiciones privilegiadas, lo que le otorga una ventaja abrumadora en el mercado de búsquedas móviles. La sentencia señaló que este control limita la competencia e innovación en el sector. Está juicio por prácticas monopólicas está considerado el más importante de la era internet.[262]